# Lispocephala latimana
Lispocephala latimana är en tvåvingeart som först beskrevs av Grimshaw 1901.  Lispocephala latimana ingår i släktet Lispocephala och familjen husflugor. Inga underarter finns listade i Catalogue of Life.